# Granívoro
Os animais granívoros (também chamados de predadores de sementes) são aqueles que tem como alimento principal ou exclusivo as sementes de plantas ou grãos. Os granívoros  podem ser encontrados em muitas famílias de vertebrados e invertebrados (especialmente mamíferos, aves e insectos).